# Штайнхёфер, Маркус
Ма́ркус Шта́йнхёфер (нем. Markus Steinhöfer; род. 7 марта 1986, Вайсенбург-ин-Байерн) — немецкий футболист, защитник.

## Карьера
Штайнхёфер — воспитанник школы мюнхенской «Баварии». Поначалу он играл в её дубле, однако в 2006 руководство его отдало в аренду в зальцбургский «Ред Булл» сроком на 2 года. Хотя он и стал там игроком основы и даже выиграл в составе клуба Австрийскую Бундеслигу, но «быки» его контракт выкупить у мюнхенцев не смогли. Зато в 2008 году его подписывает франкфуртский «Айнтрахт». Там он был основным лишь в первом сезоне за клуб, потому что в начале второго сезона он получил травму и дошло до того, что его в 2010 на год арендовал «Кайзерслаутерн». После окончания арендного срока от него избавились. А уже в январе 2011 Штайнхёфера подписал швейцарский «Базель». В стане «красно-синих» Маркус впервые сыграл в Лиге чемпионов, а также выиграл чемпионат и кубок Швейцарии.
В июне 2015 года перешёл в пражскую «Спарту».

## Достижения
Ред Булл
- Австрийская Бундеслига: 2007

Базель
- Суперлига Швейцарии: 2011, 2012, 2013
- Кубок Швейцарии: 2012
- Кубок Часов: 2011